# Canton de La Chapelle-la-Reine
Le canton de La Chapelle-la-Reine est une ancienne division administrative française, située dans le département de Seine-et-Marne et la région Île-de-France.

## Composition

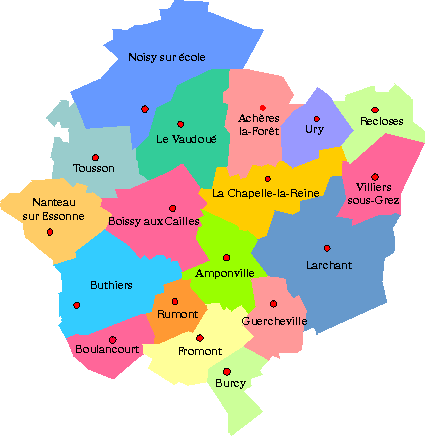
Les communes du canton de La Chapelle-la-Reine

Le canton de La Chapelle-la-Reine regroupait 18 communes jusqu'en mars 2015 :
- Achères-la-Forêt, 1 254 habitants
- Amponville, 366 habitants
- Boissy-aux-Cailles, 328 habitants
- Boulancourt, 361 habitants
- Burcy, 162 habitants
- Buthiers, 772 habitants
- Fromont, 238 habitants
- Guercheville, 292 habitants
- La Chapelle-la-Reine, 2 694 habitants
- Larchant, 738 habitants
- Le Vaudoué, 765 habitants
- Nanteau-sur-Essonne, 431 habitants
- Noisy-sur-École, 1 952 habitants
- Recloses, 703 habitants
- Rumont, 128 habitants
- Tousson, 394 habitants
- Ury, 851 habitants
- Villiers-sous-Grez, 784 habitants

## Géographie

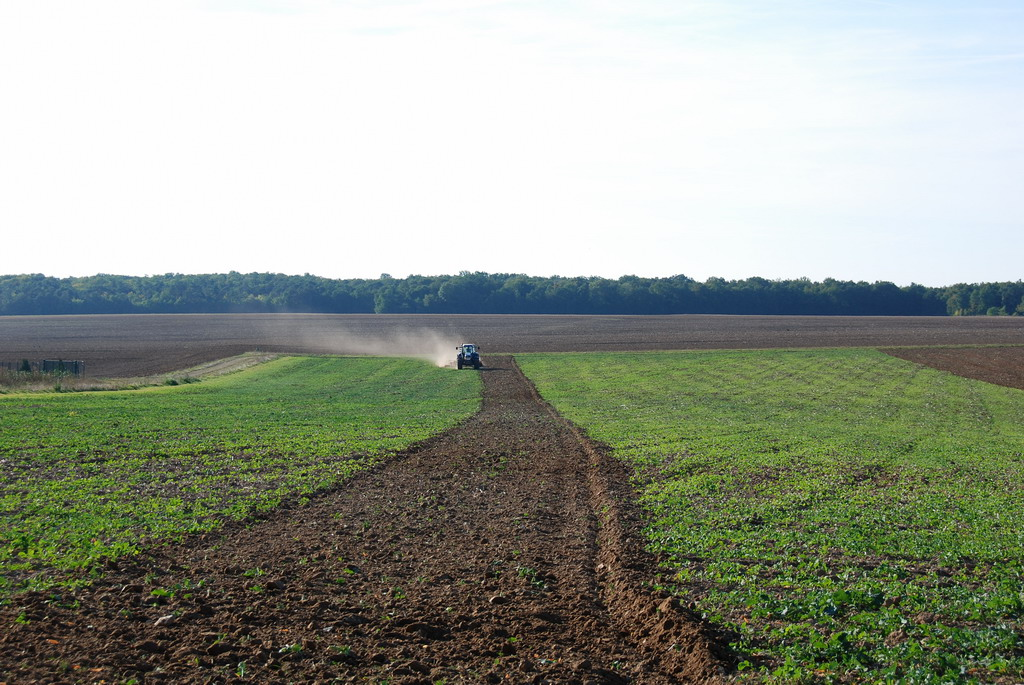
Paysage en limite de forêt

Au nord et à l'est, la frontière naturelle est la forêt, celle de Fontainebleau (forêt domaniale) et celle de la Commanderie (commune de Villiers-sous-Grez) à l'est. À l'ouest, la rivière Essonne borde le canton et le département. Seul un petit cours d'eau prend sa source dans le canton : l'Ecole.
La partie centrale du canton est située sur un plateau d'une altitude moyenne de 110 m (115 m à la Chapelle-la-Reine, 141 m à Burcy, le plus haut point). Ce plateau est une partie d'une langue qui vient du sud du canton et meurt dans la forêt de Fontainebleau, au nord. De part et d'autre de ce plateau, il faudra descendre : le Loing à Nemours est à une altitude de 65 m et l'Essonne à Buthiers à 69 m. Le parc du château de Fontainebleau est à 72 m d'altitude.
Cette situation explique qu'il ait fallu creuser des puits très profonds et donc rares pour atteindre les nappes d'eau.

Ce canton est situé à l'extrémité sud-ouest du département de Seine-et-Marne. Il a des limites communes avec deux autres départements : le Loiret au sud-ouest et l'Essonne au nord. Bien qu'excentré, ce canton voit son chef-lieu distant de 13 km de la sous-préfecture de Fontainebleau et de 30 km de Melun, la préfecture de Seine-et-Marne.>>

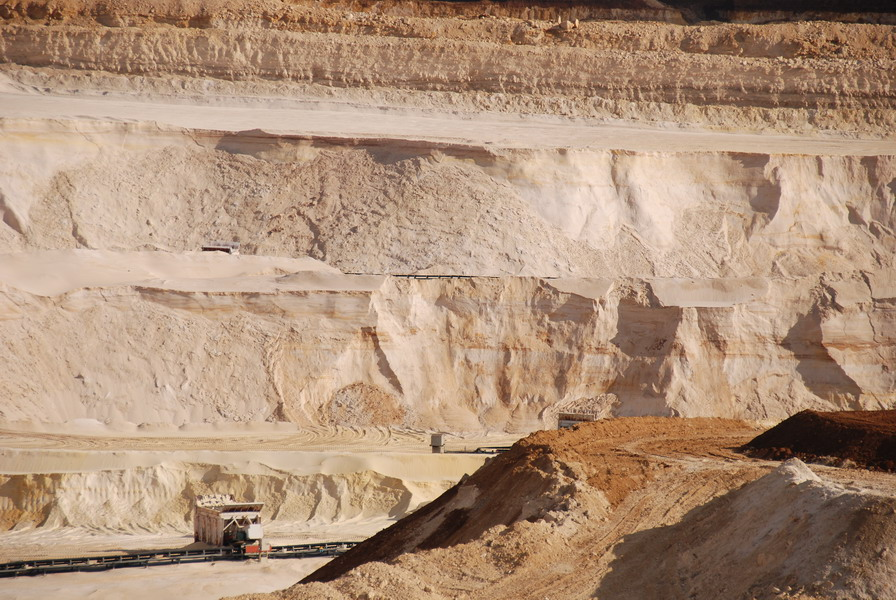
Sable de Fontainebleau

### Géologie
Cette région fait partie du Gâtinais et plus particulièrement du Gâtinais Français, cette partie qui appartient à l'Île-de-France. Cela lui confère des caractéristiques géologiques résultant de la présences de plusieurs mers.

- 65 millions d'années, la mer du Crétacé quittait la région en laissant d'épaisses couches de grès.

- 55 millions d'années, des argiles parfois sableuses étaient apportées par un ensemble fluvial en provenance du Massif central. 

Entre -50 et -45 millions d'années, la mer envahit de nouveau la région. Elle dépose alors des formations calcaires. Ce type de dépôts se poursuit jusqu'à -35 millions d'années. 

Entre -34 et -28 millions d'années, un nouvel épisode marin dépose les sables de Fontainebleau. La transformation en grès, due à des variations du niveau de la nappe phréatique se produit et forme des chaos de grès, par la suite les périodes d'érosion se généralisent. Ces différentes couches sont particulièrement visibles aux fronts des carrières de sable qui est exploité pour fabriquer des verres de qualité.

Lorsque, à la suite de l'érosion, les blocs de grès émergent, montant jusqu'à quelques dizaines de mètres, ils font la joie des varappeurs, par exemple au rochers de la dame Jouanne à Larchant. Lorsque les plaques de grès affleurent le sol, elles recueillent l'eau et si le réservoir ainsi formé est étanche il se forment des mares que l'on appelle des canches, C'est le cas du Marchais de Meung, à Achères-la-Forêt.

## Histoire

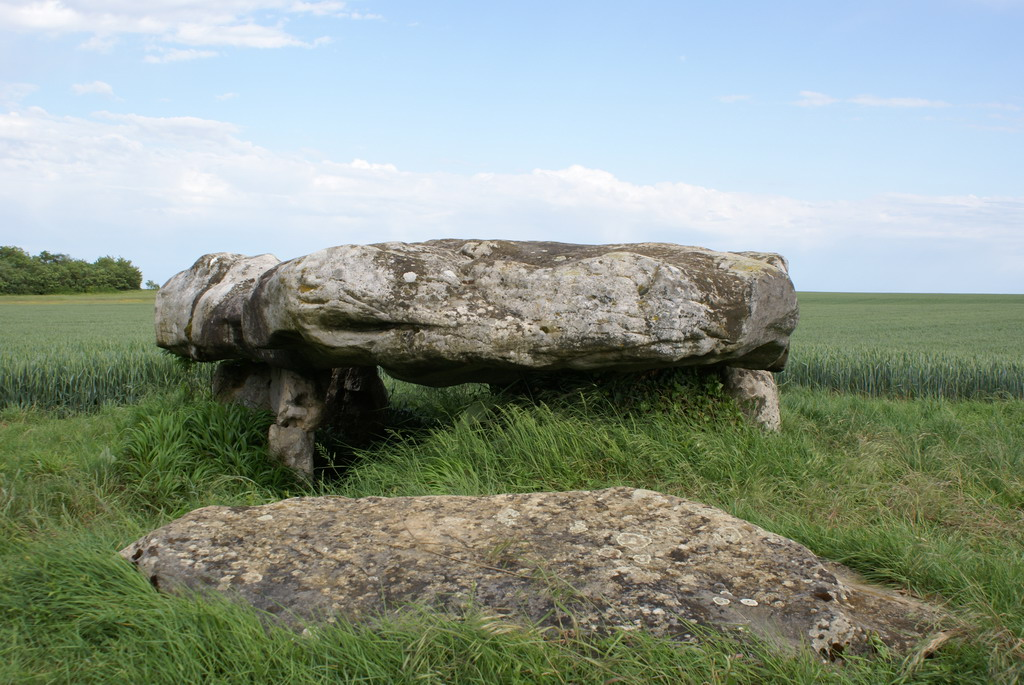
Dolmen dans la commune de Rumont

Ce canton fait partie du Gâtinais et plus particulièrement du Gâtinais français du fait de son rattachement à l'Île-de-France. Nemours et Château-Landon étaient les principales villes de cette partie du Gâtinais. Le chef-lieu du canton existait très certainement, comme bourg, dès le XIe siècle.
Il se composa, dans la première division départementale de la France de neuf communes. En l'an VIII, y furent adjointes huit communes prises au canton de Beaumont que l'on supprima et trois communes au canton de Nemours. Cela porta à vingt le nombre des communes et des paroisses qui étaient rattachées au diocèse de Sens.
Le 12 mai 1841, Jacqueville fut regroupé avec la commune d'Amponville et Herbeauvilliers avec la commune de Buthiers. Le nombre de communes du canton est donc de 18 mais les 20 églises subsistent.
Une voie royale importante traversait ce canton: la route de Mézières (puis de Givet) à Orléans. Elle est devenue la route nationale RN152 puis maintenant la départementale D152. Entre Fontainebleau et Malesherbes, cette route traversait peu de villages à l'exception de Ury, la Chapelle-la-Reine et Mainbervilliers, hameau de Boissy-aux-Cailles.
Une autre route Nord-Sud reliait Milly-la-Forêt à Nemours en traversant Noisy-sur-Ecole, le Vaudoué, La Chapelle, et Larchant. Enfin, une route reliait le chef-lieu de canton à Puiseaux (Loiret), en passant par Amponville. À l'exception de la route royale, très ancienne, qui fut élargie progressivement, les autres routes, autrefois des chemins, furent tracées définitivement puis construites au milieu du XIXe siècle.

## Représentation

### Conseillers généraux de 1833 à 2015
| Période               | Identité                 | Parti              | Qualité |
| --------------------- | ------------------------ | ------------------ | --- |
| 1833-1842             | Jean-François Lagarde    |                    | Maire de Tousson (1826-1843) |
| 1842-1848             | Antoine Leroux           |                    | Propriétaire Maire de La Chapelle-la-Reine |
| 1848-1863             | Achille Falcou           |                    | Ancien lieutenant d'état-major Propriétaire à Paris Maire d'Ury puis de La Chapelle-la-Reine |
| 1863-1870             | Jules Driard (1808-1877) |                    | Propriétaire, maire de Rumont |
| 1870-1906 (démission) | Ernest Pinguet           | Républicain        | Propriétaire à Fontainebleau et à Paris |
| 1906-1940             | Jacques Dumesnil         | Rad. puis Rad.ind. | Avocat à la Cour d'Appel Sous-chef de cabinet d'Aristide Briand Maire de Fontainebleau (1935-1945) Député (1910-1935) - Sénateur (1935-1940) Ministre (1917-1932) Président du Conseil Général, Larchant Nommé conseiller départemental en 1943 |
|                       |                          |                    | |
| 1945-1964             | Henri Duval              | DVD (Rad.ind.)     | Chimiste, Maire de Boulancourt |
| 1964-1994             | Raymond Pochon           | DVD                | Agriculteur propriétaire-exploitant Maire de Boissy-aux-Cailles (1965-1992) |
| 1994-2015             | Pierre Bacqué            | RPR puis UMP       | Chef d'entreprise Maire du Vaudoué (1989-2020) Élu en 2015 dans le Canton de Fontainebleau |

### Conseillers d'arrondissement (de 1833 à 1940)
| Période                                  | Période      | Identité                            | Étiquette                            | Qualité |
| ---------------------------------------- | ------------ | ----------------------------------- | ------------------------------------ | --- |
| 1833                                     | 1848         | Joseph Ferdinand Ruelle (1793-1858) |                                      | Propriétaire, ancien maire d'Ury                                                                            |
|                                          |              |                                     |                                      | |
| 1871                                     |              | Léon Pinguet                        | Conservateur puis Républicain rallié | Propriétaire cultivateur à La Chapelle-la-Reine                                                             |
|                                          |              |                                     |                                      | |
| 1913                                     | 1931 (décès) | Arthur Perrichon (1856-1931)        |                                      | Agriculteur, maire de La Chapelle-la-Reine                                                                  |
| 1931                                     | 1940         | Antoine Battesti                    | Républicain national                 | Médecin-inspecteur des enfants du premier âge, La Chapelle-la-Reine                                         |
| 1940                                     |              |                                     |                                      | Les conseils d'arrondissement ont été suspendus par la loi du 12 octobre 1940 et n'ont jamais été réactivés |
| Les données manquantes sont à compléter. |              |                                     |                                      | |

## Démographie
|                      | 1665 (feux) | 1709 (feux) | 1806 | 1851 | 1906 | 1954 | 1999  | 2007  |
| -------------------- | ----------- | ----------- | ---- | ---- | ---- | ---- | ----- | ----- |
| Achères-la-Forêt     | ?           | 106         | 666  | 697  | 502  | 475  | 1 040 | 1 254 |
| Amponville           | 50          | 65          | 355  | 390  | 349  | 265  | 301   | 366   |
| Boissy-aux-cailles   | ?           | 45          | 332  | 437  | 349  | 241  | 271   | 328   |
| Boulancourt          | 61          | 73          | 250  | 264  | 201  | 166  | 325   | 361   |
| Burcy                | ?           | 72          | 318  | 342  | 275  | 185  | 178   | 162   |
| Buthiers             | 69          | 69          | 285  | 444  | 529  | 525  | 645   | 772   |
| La Chapelle-la-Reine | ?           | 141         | 819  | 870  | 836  | 716  | 2 781 | 2 694 |
| Fromont              | ?           | 62          | 405  | 397  | 298  | 186  | 157   | 238   |
| Guercheville         | ?           | 70          | 290  | 386  | 297  | 200  | 233   | 292   |
| Larchant             | ?           | 163         | 516  | 715  | 586  | 510  | 695   | 738   |
| Nanteau-sur-Essonne  | 62          | 59          | 257  | 354  | 335  | 234  | 394   | 431   |
| Noisy-sur-Ecole      | ?           | 108         | 532  | 599  | 505  | 546  | 1 823 | 1 952 |
| Recloses             | ?           | 127         | 751  | 743  | 534  | 482  | 600   | 703   |
| Rumont               | ?           | 32          | 259  | 262  | 222  | 158  | 124   | 128   |
| Tousson              | ?           | 84          | 455  | 493  | 504  | 409  | 378   | 394   |

- Avant 1841, les populations de Jacqueville et d'Amponville ont été additionnées ainsi que celles d'Herbeauvilliers et de Buthiers.

Ces chiffres montrent l'histoire et l'économie des deux derniers siècles de cette région. Jusqu'au milieu du XIXe siècle, la population essentiellement tournée vers les travaux agricoles, se répartissait en fonction des surfaces de chaque commune. Pour de nombreuses raisons, dont la diminution de la mortalité infantile mais aussi l'intensification de l'agriculture, les populations ont augmenté jusqu'au milieu du XIXe siècle. Puis vint la mécanisation des travaux agricoles et le chemin de fer qui amena des vins de meilleure qualité à Paris. La population diminua donc jusqu'à la deuxième moitié du XXe siècle, il y eut aussi trois guerres, elle remonta ensuite très fortement, jusqu'à aujourd'hui. Cela s'explique bien sûr par les moyens de transport moderne, une partie de la population préférant travailler dans les villes et habiter à la campagne. On constate d'ailleurs que les communes les plus éloignées des axes de communication et des villes, sont celles dont la population a continué à régresser. C'est le cas, par exemple de Fromont, Rumont et Burcy.

## Économie

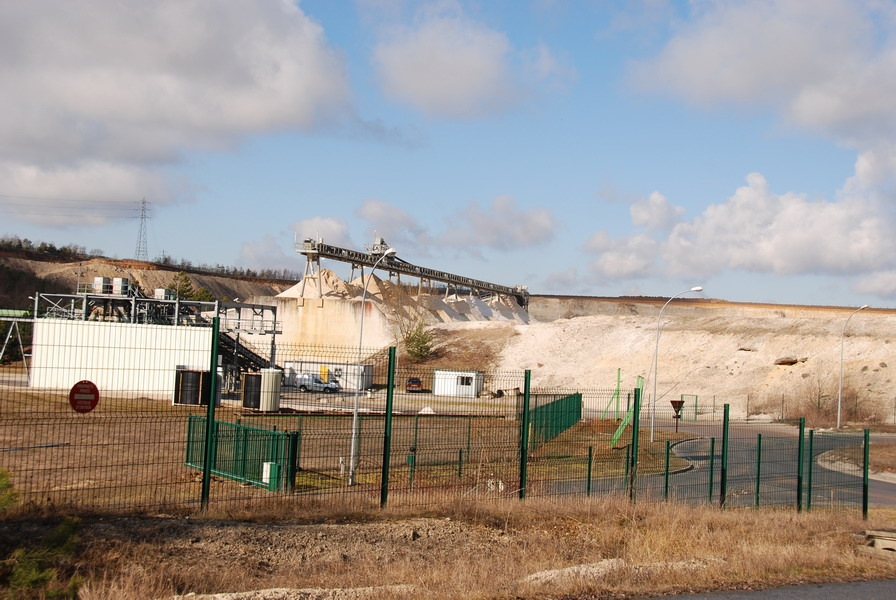
Carrière de sable à Bonnevault

La première production du canton est l'agriculture. Les vignes autrefois très importantes ont disparu faisant place à de très grandes surfaces ouvertes. On y récolte des céréales (blé et orge), des oléagineux (colza et tournesol), des betteraves et des aliments pour le bétail. On trouve aussi un peu de culture maraichère. Les bois de la forêt de la commanderie à Villiers-sous-Grez, sont exploités mais de manière non intensive.
L'élevage y est insignifiant à l'exception d'un élevage caprin à Nanteau-sur Essonne, ovin à Guercheville. Les volailles de qualité ne sont pas élevées en batterie mais dans des fermes équipées pour l'élevage et la transformation.
Quelques haras font naître des chevaux qui sont vendus, en particulier lors des manifestations équines de Fontainebleau, mais qui vont aussi dans les centres équestres, par exemple à Achères-la-Forêt.
Les carrières de sable très fin, dit sable de Fontainebleau, sont exploitées à Larchant, et Amponville. Elles sont exploitées, à ciel ouvert, sur 30 à 40 m de profondeur, mais pas plus profond pour ne pas atteindre les nappes phréatiques qui sont assez profondes sous ce plateau. Ce sable est utilisé dans la région de Nemours, en particulier à Bagneaux où l'on en fait du verre. Une partie de ce sable est expédiée en France ou à l'étranger.
Il y a quelques petites industries ou entreprises : imprimeries, fabrication de peinture et d'enduit, cartons, chaudronnerie... Elles sont principalement concentrées à la Chapelle-la-Reine.
À l'exception d'un petit centre commercial, les commerces de proximité sont peu nombreux en raison du voisinage de trois villes de taille moyenne.

## Patrimoine architectural

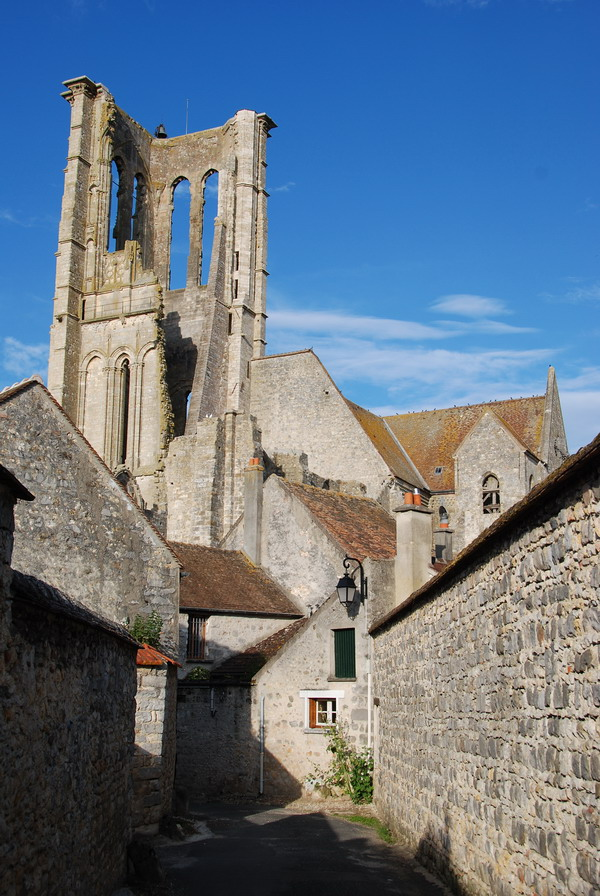
Ruine de la Basilique de Larchant

Peu de choses subsistent car probablement peu de grands monuments ont été construits. C'est dans ce sens qu'en 1818
, Claude Testot-Ferry, Colonel au Corps Royal d'État-Major, Baron de l'Empire, alors maire de La Chapelle-la-Reine, répondait par lettre au Préfet qui lui demandait qu'elles étaient les œuvres architecturales du canton. Il s'est contenté de louer la beauté de la basilique de Larchant. Il existait encore quelques modestes châteaux à l'époque mais ils n'étaient pas considérés comme des œuvres. Depuis tous les châteaux ont été détruits, à Achères-la-Forêt, à Guercheville, à Rumont il reste des ruines. On ne sait même pas s'il y a eu un château à La Chapelle-la-Reine. En revanche, le patrimoine architectural religieux est fourni. Le canton contient 19 églises et une basilique. Les églises sont toutes en bon état à l'exception de la basilique de Larchant dont une grande partie a été détruite.

## Activités culturelles et sportives
Plusieurs associations existent dans le canton, elles ont généralement un caractère local ou communal (comités des fêtes, bibliothèque, loisirs…). Deux associations, au contraire, couvrent l'ensemble du canton et ont des membres dans toutes les communes : une association culturelle à caractère patrimoniale, et une association multisport.

L'association des Amis du Patrimoine du canton de la Chapelle-la-Reine a pour but la découverte, la connaissance, la conservation, la préservation, l'entretien, la restauration et la mise en valeur de l'ensemble du patrimoine du canton. 
Cette association édite aussi chaque année un journal sur l'histoire locale : Le Passé Présent. Elle prépare tous les deux ans une exposition d'illustrations et de matériels. Les dernières expositions ont eu pour sujets : Les matériels agricoles, l'eau, l'école, les productions agricoles actuelles ou passées. Elle organise des visites et des conférences. Ce sont des membres de cette association qui ont rédigé une grande part du contenu des articles de Wikipédia à propos des communes de ce canton. La dernière exposition, en mai 2011 à Guercheville, faisait le point sur le Petit Patrimoine Rural du canton.
L'Entente Sportive de la Forêt est un club omnisports regroupant quelque 1.000 sportifs enfants ou adultes du canton. Une bonne dizaine de disciplines différentes y sont pratiquées : le football, le tennis, le judo, le karaté, le yoga, le VTT, la varappe (forêt de Fontainebleau oblige), la danse et la gymnastique, le taï chi chuan, le twirling bâton, le tennis de table.

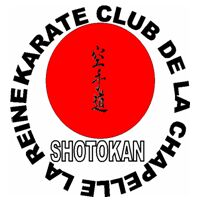

Une association régie sous la loi de 1901  a également  vu le jour en 2005 à la Chapelle la Reine, il s'agit du Karaté Club de la Chapelle la Reine qui en quelques années seulement d'existence a porté les couleurs de la Chapelle la Reine et du canton sur les marches des podiums français et Seine et Marnais, Club indépendant très actif tant au niveau de la compétition qu'au niveau du développement du Karaté shotokan et de ses valeurs. Chaque année depuis 2005 ses compétiteurs parcourent la France pour représenter la Chapelle la Reine et son canton par l'intermédiaire de ses jeunes adhérents compétiteurs.
Signalons avec intérêt également La Tête des Trains Café-musiques labellisé par la Drac Ile-de-France en 1996, géré par le Foyer Rural et qui rayonne dans tout le sud de l'Ile-de-France avec une implication intercommunale importante, y compris dans le nord du Loiret et le Malesherbois.  Des artistes connus comme Gilles Servat, Dick Annegarn, La Tordue, Bojan Z, Les Wriggles, Aldebert, s'y sont produits.  Le Café-musiques a développé un projet d'Espace de Vie Sociale intercommunal, la Marmite des Rencontres qui a reçu l'agrément de la Caisse d'Allocations Familiales 77. Outre cela, il est agréé par le Service Civique et a accueilli près d'un quinzaine de jeunes dans ce dispositif. Il vient de créer un Emploi d'Avenir. L'association est également agréé Jeunesse Éducation Populaire par la DDCS77.